# Bro-country
La bro-country est un genre de country pop ayant émergé dans les années 2010, influencé par le hip-hop, le hard rock et la musique électronique du XXIe siècle. Les chansons de bro-country sont souvent musicalement entraînantes avec des paroles sur les jeunes femmes attirantes, la consommation d'alcool, la fête, les jeans, les bottes et les pick-ups,.
Le terme est utilisé pour la première fois par Jody Rosen du magazine New York dans un article publié le 11 août 2013, dans lequel Rosen décrivait les chansons de Florida Georgia Line, en particulier leur premier single Cruise. Rosen a également cité Luke Bryan, Jason Aldean et Jake Owen parmi les chanteurs du genre. Entertainment Weekly cite Boys 'Round Here de Blake Shelton et Ready Set Roll de Chase Rice comme autres exemples de bro-country,. La popularité du genre creuse un fossé entre l'ancienne génération de chanteurs de country et les artistes contemporains au son plus traditionnel, et les chanteurs de bro-country, ce qui est décrit comme une « guerre civile » par les musiciens, les critiques et les journalistes.